# Kuh-e Tacht-e Rostam
Kuh-e Tacht-e Rostam (persisch کوه تخت رستم; Berg von Rostams Thron) ist ein Berg in der iranischen Provinz Markazi. Der Berg befindet sich in der Nähe von Shirazak  (persisch شيرازک; Shirazchen) und erstreckt sich bis nach Qazvin.